# HAT-P-8
HAT-P-8 är en trippelstjärna belägen i den norra delen av stjärnbilden Pegasus. Den har en skenbar magnitud av ca 10,17 och kräver ett mindre teleskop för att kunna observeras. Baserat på parallax enligt Gaia Data Release 3 på ca 4,66 mas, beräknas den befinna sig på ett avstånd på ca 700 ljusår (215 parsek) från solen. Den rör sig närmare solen med en heliocentrisk radialhastighet på ca –22 km/s.

## Egenskaper
Primärstjärnan HAT-P-8 A är en gul till vit stjärna i huvudserien av spektraltyp F Den har en massa som är ca 1,3 solmassa, en radie på ca 1,5 solradie och har en effektiv temperatur av ca 6 400 K.
Två röda dvärgar som följeslagare har upptäckts kring HAT-P-8. Den första har spektraltyp M5 V och har en massa på 0,22 solmassa. Den andra är ännu mindre massiv, med 0,18 solmassa och har spektraltyp M6 V.

## Planetsystem
År 2008 tillkännagav HATNet-projektet upptäckten av exoplaneten HAT-P-8b vid stjärnan. Denna planet är en het Jupiter-gasjätteplanet.
| Planet | Massa              | Halv storaxel (AE) | Siderisk omloppstid (d) | Excentricitet | Inklination | Radie            |
| ------ | ------------------ | ------------------ | ----------------------- | ------------- | ----------- | ---------------- |
| b      | > 1,354 ± 0,035 MJ | 0,04496 ± 0,00045  | 3,0763458 ± 0,0000024   | <0,0060       | -           | 1,334 ± 0,013 RJ |